# Carnival Firenze
Die Carnival Firenze ist ein Kreuzfahrtschiff der Reederei Carnival Cruise Line. Sie gehört der Vista-Klasse an.

## Geschichte
Das Schiff entstand als fünfte Einheit der Vista-Klasse unter der Baunummer 6273 in der Werft von Fincantieri in Monfalcone. Es wurde als Costa Firenze für die italienische Kreuzfahrtreederei Costa Crociere gebaut. Das Schiff wurde am 6. November 2019 ausgedockt. Zu diesem Zeitpunkt war die Ablieferung am 30. September 2020 und die Indienststellung für Oktober 2020 geplant, jedoch verzögerte sich die Ablieferung an Costa Crociere aufgrund der COVID-19-Pandemie bis Dezember desselben Jahres. Ebenfalls wegen der Pandemie konnte die Costa Firenze erst im Juli 2021 zu ihrer ersten Kreuzfahrt aufbrechen. Sie ergänzte in der Costa-Flotte ihr 2019 in Dienst gestelltes Schwesterschiff Costa Venezia, das bereits im März 2023 an die Carnival Cruise Line übergeben wurde.

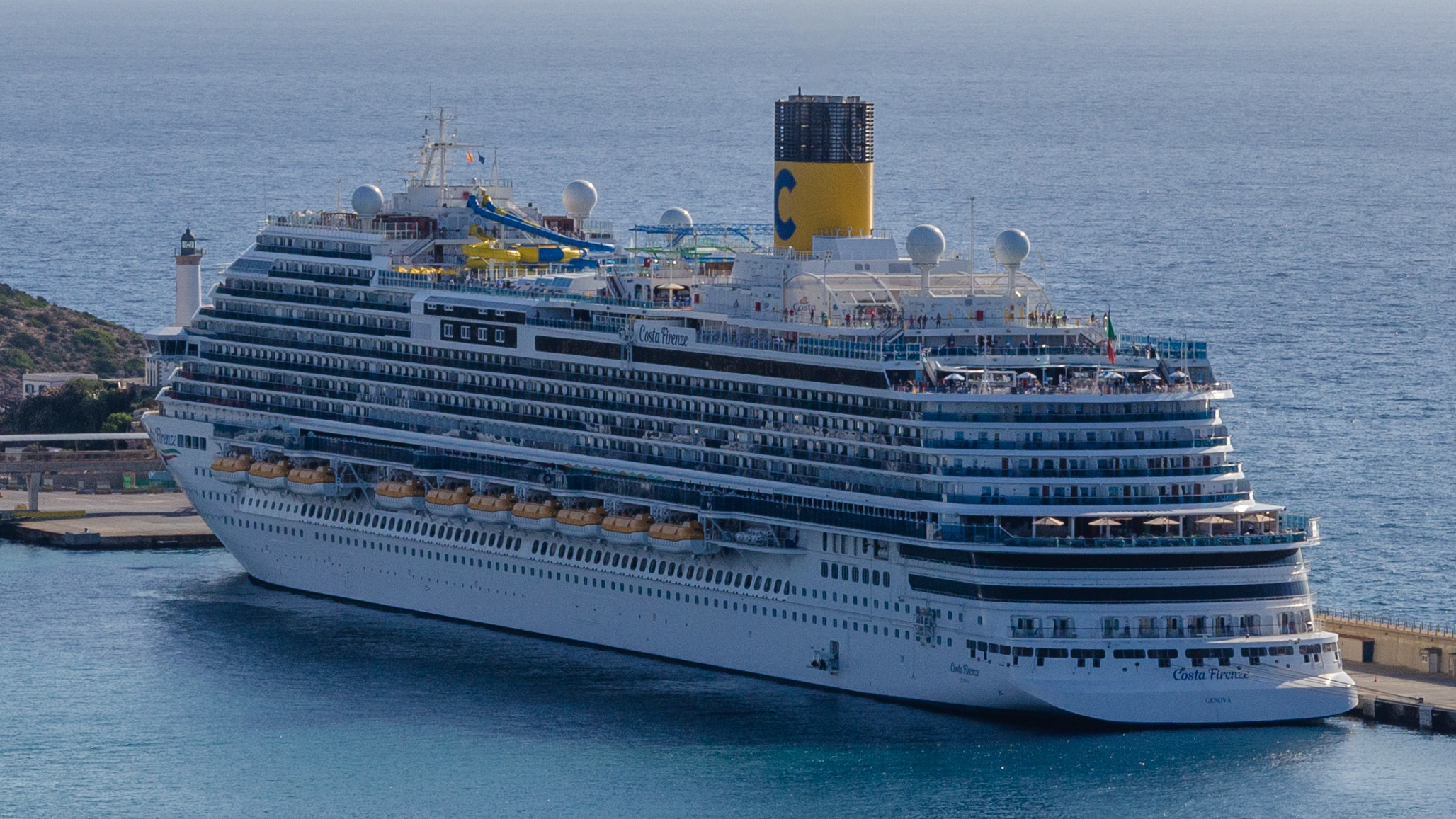
Heckansicht des Schiffes

Ursprünglich war die Costa Firenze wie auch ihr Schwesterschiff speziell für den asiatischen Markt konzipiert worden und sollte dort auch ausschließlich im Einsatz sein, fuhr aber nach ihrer Indienststellung zunächst für einige Fahrten in europäischen Gewässern. Im Herbst 2022 wurde die Asien-Sparte von Costa Crociere ganz aufgegeben, wonach die Costa Firenze auf dem europäischen Markt blieb.
Im Juni 2022 wurde seitens der Reederei vermeldet, dass die Costa Firenze ab Frühjahr 2024[veraltet] ebenfalls zur Carnival Cruise Line unter dem Namen der neugegründeten Sparte Carnival Fun Italian Style als Carnival Firenze für Reisen von Long Beach nach Mexiko fahren soll.
Nachdem das Schiff am 21. Januar 2024 seine letzte Reise für Costa Crociere beendet hatte, erreichte es Ende Januar eine Schiffswerft im spanischen Cádiz und wurde am 2. Februar 2024 von der Carnival Cruise Line übernommen. Die Taufe fand am 24. April 2024 durch Jonathan Bennett in Long Beach statt. Die Jungfernfahrt startete am Folgetag.

## Ausstattung
Die Costa Firenze verfügt über 13 Restaurants und Snackbars (darunter ein Sushi-Bistro), sieben Bars und Lounges und vier Pools und Whirlpools. Von ihren Kabinen sind insgesamt 969 Balkonkabinen. Zu den weiteren Einrichtungen des Schiffes gehören ein Spa-Bereich sowie eine Einkaufsgalerie.